# Cherlagudipadu
Cherlagudipadu je vesnice v Palnadu district v indickém státě Ándhrapradéš. Nachází se v mandalu Gurazala. Rozloha obce je 2 233 hektarů.  V obci sídlí místní vláda.  Ke školnímu roku 2018/19 se ve vesnici nachází tři školy.